# Професор

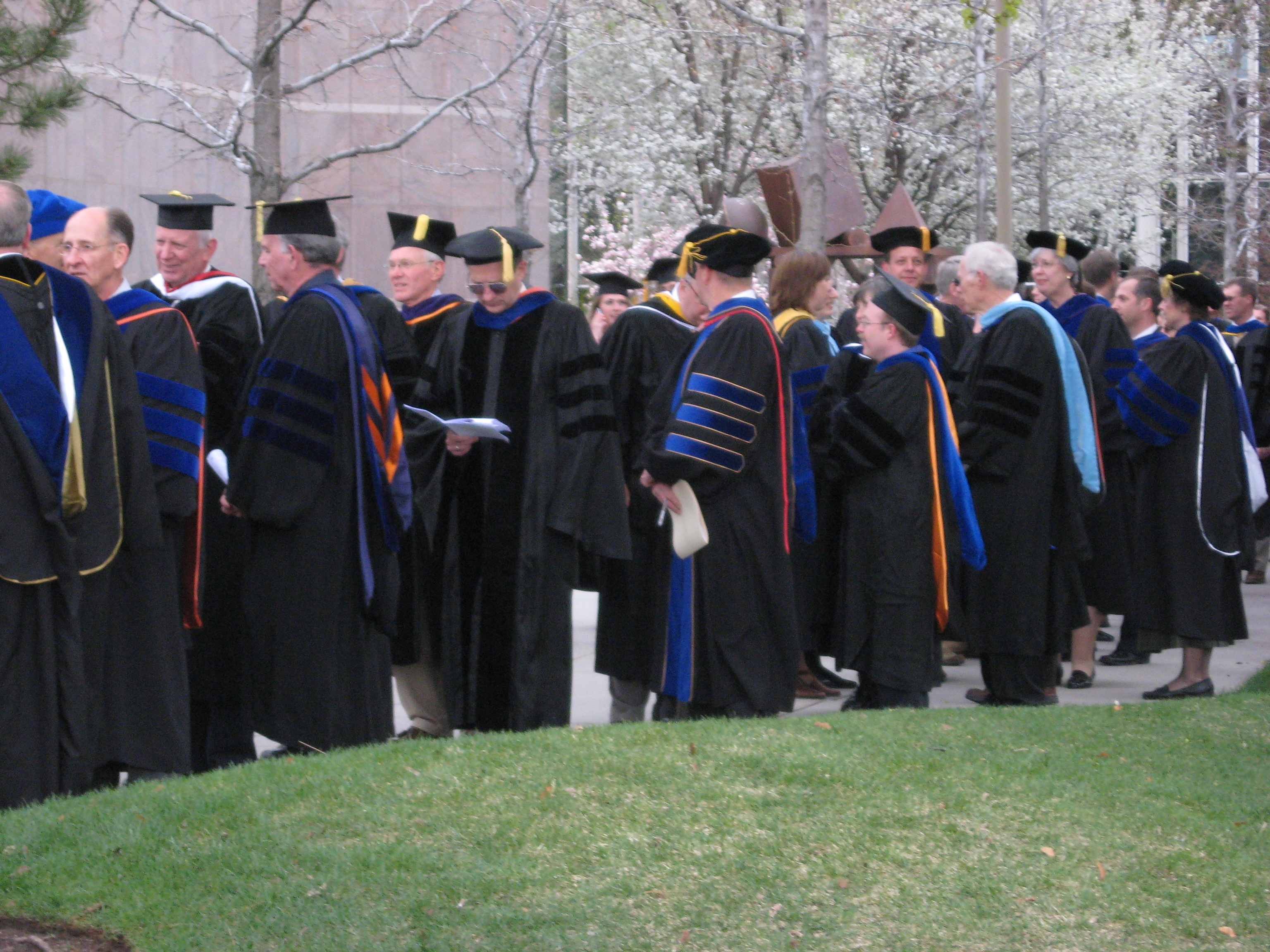
Марш докторів наук і професорського складу Університету Бригам Янґ

Профе́сор (лат. professor — викладач, учитель) — вчене звання і посада викладача закладу вищої освіти чи наукового співробітника науково-дослідної установи. Офіційний статус із XVI століття (вперше в Оксфордському університеті).

## Історія терміна
Термін «професор» уперше став вживатися в Римській імперії (середина 1 століття до Р.Х. — кінець 5 століття), де професорами називали вчителів граматичних шкіл, учителів-наставників.[джерело не вказане 4101 день] Згодом професорами називались учителі духовних шкіл, а з 12 століття — викладачі університетів. Термін «професор» був синонімом наукових ступенів магістра чи доктора наук.[джерело не вказане 4101 день]

## Присвоєння посади у різних країнах
Для кожної країни визначення терміна «професор» має свої особливості. Так, у більшості «англомовних» країн професор — це титул, призначений для вченого, який займає керівну посаду (як правило, для завідувача кафедри, лабораторії, відділу, відділення тощо), або персональна посада, яка надається (за заслуги в науці) спеціально певній людині.[джерело не вказане 4101 день] Однак, у Сполучених Штатах і Канаді титул професора дається і досить великій групі викладачів у коледжах (де навчаються два або чотири роки) та університетах. У США посаді (званню) доцента відповідає титул «асистент-професор».[джерело не вказане 4101 день]
Професор в різних країнах є терміном з різними словами-приставками до нього, яке позначає посади в закладах освіти або почесні звання.[джерело не вказане 4101 день][виправити стиль] Посаду «професор» можна розглядати як звання, яке присвоюється при призначенні на цю посаду. У більшості країн на європейському материку, таких як Франція, Польща, Іспанія, Італія, Нідерланди та скандинавські країни, а також у країнах Співдружності націй[джерело не вказане 4101 день], зокрема, у Великій Британії використання титулу (звання) «професор» призначене, як правило, для завідувача кафедри (відділу, лабораторії).[джерело не вказане 4101 день] Однак посада професора може бути створена і для конкретної людини, наприклад, професор психології (Affiliate Professor of Psychology) Університету Тілбурга (Тілбург, Нідерланди Кеннет Дж. Герген (Джердж) (американський психолог, англ. Kenneth J. Gergen).[джерело не вказане 4101 день]
Слід зазначити, що університети в багатьох країнах можуть надавати звання «почесний професор» відомим художникам, спортсменам, іноземним чиновникам, у яких немає наукової або педагогічної підготовки, необхідної для отримання титулу (звання) «професор». При цьому університети і не припускають, що такі «професори» будуть виконувати будь-яку наукову роботу.[джерело не вказане 4101 день]
У вишах і науково-дослідних інститутах СРСР звання професора спочатку присвоювали кваліфікаційні комісії народних комісаріатів. А згідно з Постановою РНК СРСР від 26 квітня 1938 р. їхні функції передано Вищій атестаційній комісії (ВАК) СРСР. З того часу звання професора присвоюється Вищими атестаційними комісіями за поданням вчених рад вишів чи науково-дослідних установ:
а) особам, що мають науковий ступінь доктора наук, наукові праці чи винаходи й обрані за конкурсом на посаду завідувача кафедри;
б) висококваліфікованим спеціалістам з великим виробничим стажем, які не мають наукового ступеня, якщо вони успішно пропрацювали на штатній посаді професора у виші не менше семестру з дня обрання;
в) викладачам вишів (як правило, кандидатам наук, доцентам), які обіймають посаду професора за конкурсом, якщо вони успішно пропрацювали на цій посаді не менше року і мають великий стаж науково-педагогічної роботи, а також друковані наукові праці й навчально-методичні посібники.[джерело не вказане 4101 день]
На конференціях міністрів вищої освіти європейських країн (1967 та 1973 рр.) прийнято рішення про встановлення еквівалентності звання професора й інших вчених звань та ступенів.[джерело не вказане 4101 день]

### Закони України про присвоєння звання
Закон України «Про освіту» (стаття 32 — Вчені звання) визначає, що вченими званнями є: старший науковий співробітник; доцент; професор. Вчені звання — старший науковий співробітник, доцент, професор — присвоюються на основі рішень вчених рад вищих закладів освіти, наукових установ і організацій у порядку, встановленому Кабінетом Міністрів України.
Закон України «Про наукову і науково-технічну діяльність» (стаття 20 — Наукові ступені й вчені звання) говорить, що вчені мають право на здобуття наукового ступеня кандидата наук і доктора наук та присвоєння вчених звань старшого наукового співробітника, доцента і професора. Присудження наукових ступенів та присвоєння вчених звань є державним визнанням рівня кваліфікації вченого. Порядок присудження наукових ступенів і присвоєння вчених звань встановлюється Кабінетом Міністрів України. Атестати доцента і професора видаються Міністерством освіти України, а дипломи кандидата і доктора наук та атестат старшого наукового співробітника — Вищою атестаційною комісією України. Наявність відповідного наукового ступеня або вченого звання є кваліфікаційною вимогою для зайняття науковим працівником відповідної посади.
Закон України «Про вищу освіту» (стаття 48 — Основні посади педагогічних і науково-педагогічних працівників) вказує, що посади педагогічних і науково-педагогічних працівників можуть обіймати особи з повною вищою освітою, які пройшли спеціальну педагогічну підготовку.
Основними посадами педагогічних працівників закладів вищої освіти першого і другого рівнів акредитації є: викладач; старший викладач; голова предметної (циклової) комісії; завідувач відділення; заступник директора; директор.
Основними посадами науково-педагогічних працівників закладів вищої освіти третього і четвертого рівнів акредитації є: асистент; викладач; старший викладач; директор бібліотеки; науковий працівник бібліотеки; доцент; професор; завідувач кафедри; декан; проректор; ректор.